# 伝言 (藍坊主の曲)
「伝言」（でんごん）は、日本のバンド藍坊主の10枚目のシングルである。2010年1月13日発売。発売元はトイズファクトリー。

## 概要
- 前作から8カ月ぶりのシングルであり、アルバム「ミズカネ」からの先行シングル。

## 収録曲
1. 伝言(5:06)
作詞・作曲：藤森真一
2. クラゲ(4:18)
作詞・作曲：佐々木健太
  - ノクティルカではこの曲の続編的な曲「エフィラ」「メテフィラ」の二曲が収録されている。この曲の一部の歌詞がエフィラとメテフィラに使われている。

## 収録アルバム
- オリジナル『ミズカネ』（2010年2月17日）